# A Ordem (revista)
A Ordem é um periódico fundado no Rio de Janeiro em agosto de 1921 sob a direção de Jackson de Figueiredo, vinculada ao Centro Dom Vital, uma associação brasileira de católicos leigos de caráter nacional. Apesar de algumas descontinuidades e mudanças na periodicidade, inicialmente mensal, a revista é publicada anualmente pelo Centro Dom Vital, sendo, portanto, um dos periódicos mais antigos ainda em circulação no Brasil.
Ao longo de sua existência os mais importantes pensadores católicos brasileiros, religiosos e leigos, escreveram artigos nela, dentre eles: o próprio fundador, Jackson de Figueiredo, Antonio Carlos Vilaça, Eduardo Prado de Mendonça, Affonso Arinos de Mello Franco, Padre Paschoal Rangel, Tristão de Ataíde, Célio Borja, Heráclito Fontoura Sobral Pinto, Jonatas Serrano, Osvaldo Aranha, Carlos de Laet, Leonardo Van Acker, Murilo Mendes, Jorge de Lima, Cornélio Pena, Gustavo Corção. Também autores como Carlos Drummond de Andrade e outros não ligados ao grupo dso intelectuais católicos publicaram na revista. Vinícius de Moraes publicou seu primeiro poema na revista A Ordem, em 1932.
A Ordem surgiu com o propósito de divulgar as doutrinas filosóficas e políticas católicas, e fazer frente à ataraxia e oposição à Igreja e, assim, aumentar a influência na sociedade desta instituição, buscando o apoio e engajamento de intelectuais brasileiros nesta causa. A Revista A Ordem - e o Centro Dom Vital foi uma resposta de leigos católicos aos apelos do Cardeal Sebastião Leme, Arcebispo do Rio de Janeiro, que se tornou um grande entusiasta do movimento.
Atualmente, a revista é publicada com periodicidade anual, publicando artigos em áreas como literatura, história e teologia, além de resenhas criíticas e entrevistas. Seu atual editor é o professor Leandro Garcia Rodrigues, professor da Faculdade de Letras da Universidade Federal de Minas Gerais, autor de diversos trabalhos na área da crítica literária e da epistolografia.

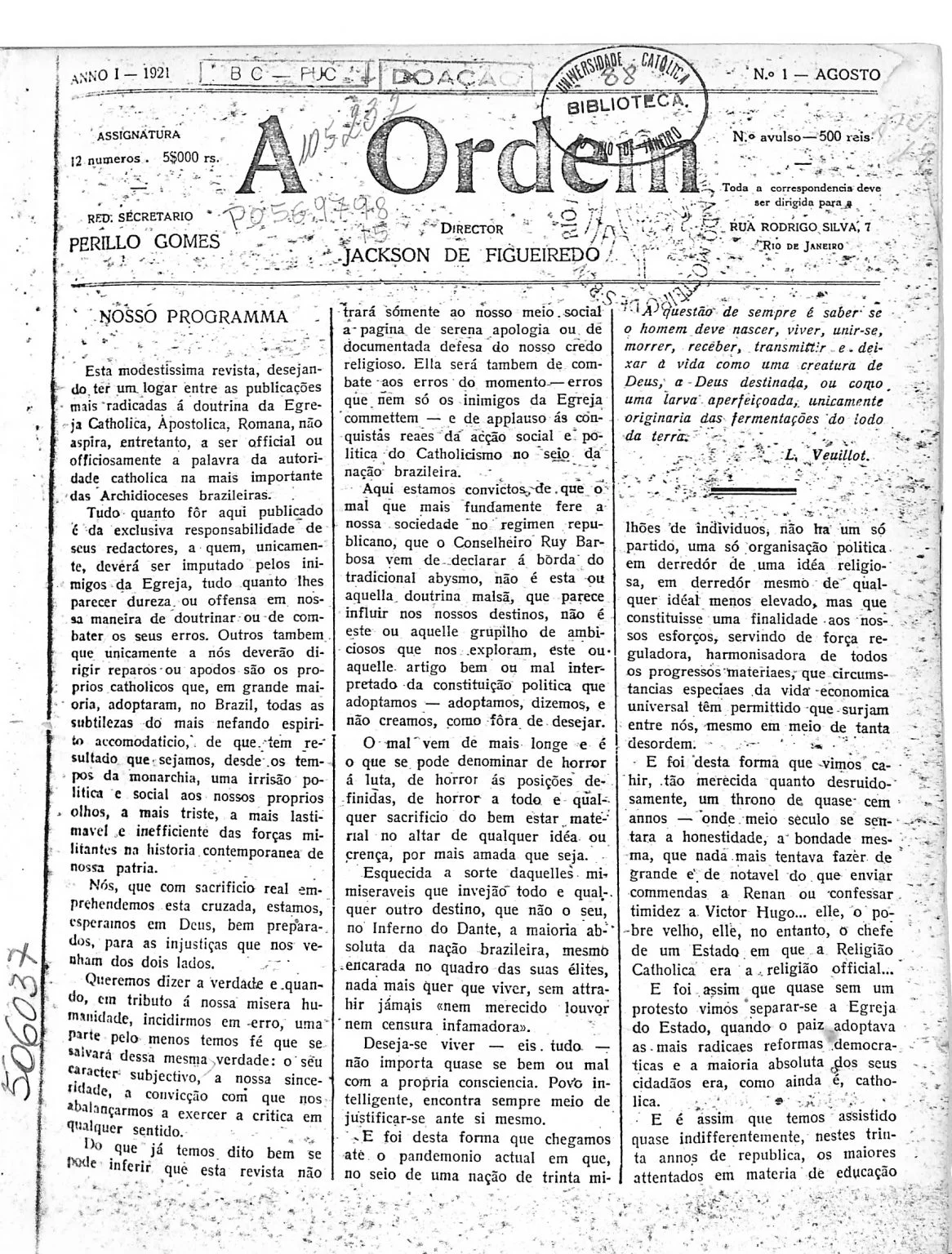
Capa do primeiro número da revista A Ordem

## Ligações Externas
- centrodomvital.com.br/publicacoes/a-ordem/
- Centro Dom Vital: 100 anos de presença
- Arquive.org - Revista A Ordem